# Unione Sportiva Caratese 1939-1940
Questa voce raccoglie le informazioni riguardanti l'Unione Sportiva Caratese nelle competizioni ufficiali della stagione 1939-1940.

## Rosa
| N. |                   | Ruolo | Calciatore        |
| -- | ----------------- | ----- | ----------------- |
|    | Italia (bandiera) | C     | Benvenuto Bianchi |
|    | Italia (bandiera) | C     | Luigi Canepa      |
|    | Italia (bandiera) | C     | Gaetano Cazzaniga |
|    | Italia (bandiera) | D     | Giuseppe Cesana   |
|    | Italia (bandiera) | A     | Asperto Consonni  |
|    | Italia (bandiera) | P     | Luigi De Nova     |
|    | Italia (bandiera) | C     | Camillo Dusio     |
|    | Italia (bandiera) | D     | Angelo Fumagalli  |

| N. |                   | Ruolo | Calciatore         |
| -- | ----------------- | ----- | ------------------ |
|    | Italia (bandiera) | D     | Pietro Fumagalli   |
|    | Italia (bandiera) | P     | Alfredo Garatti    |
|    | Italia (bandiera) | C     | Alberto Molteni    |
|    | Italia (bandiera) | A     | Francesco Pozzoli  |
|    | Italia (bandiera) | A     | Riccardo Pulici    |
|    | Italia (bandiera) | C     | Ambrogio Tremolada |
|    | Italia (bandiera) | D     | Alfredo Valsecchi  |
|    | Italia (bandiera) | A     | Carlo Vergani      |